# 艾曼·哈苏纳
艾曼·哈苏纳（英語：Ayman Hassouna）是一位巴勒斯坦考古学家和大学教授。他曾在加沙文物部门工作，并在加沙伊斯兰大学任教。哈苏纳曾领导贾巴利亚拜占庭教堂的挖掘工作，并参与过一些保护项目。

## 个人经历
1995年，哈苏纳加入了安西顿遗址的考古发掘团队，并参与该项目近十年。20世纪90年代在加沙文物局工作期间，哈苏纳与亚西尔·马塔尔一同主持了贾巴利亚拜占庭教堂的发掘工作。他还参与了加沙多处历史遗址的保护与修复项目，包括为阿巴桑卡比拉拜占庭马赛克地板的保护提供咨询，并参与了圣希拉里翁修道院的考古项目。哈苏纳曾批评哈马斯、巴勒斯坦权力机构以及以色列在保护巴勒斯坦文化遗产方面所面临的种种问题。

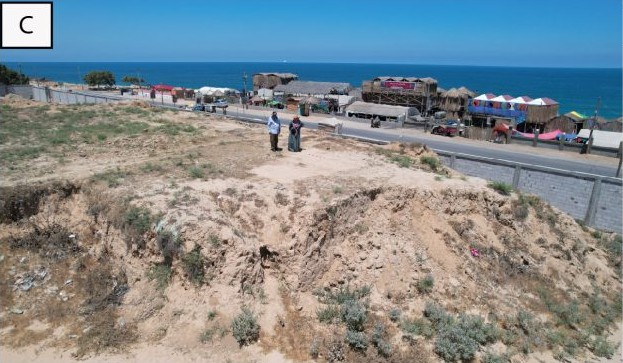
加沙海洋考古项目团队于2022年对鲁凯什遗址进行勘测。哈苏纳带领学生进行田野调查

哈苏纳曾在加沙伊斯兰大学担任历史学和考古学教授。2022年至2023年间，他代表伊斯兰大学参与了加沙海洋考古项目，并担任实地负责人，带领学生前往赛卡恩和鲁凯什两个遗址进行考古实习。该项目旨在记录这些遗址，并在加沙培养海洋考古领域的专业人才。
哈苏纳在新冠疫情期间继续教学活动，其使用Zoom进行其教学活动，并在以色列入侵加沙地带期间使用相同的方法进行教学。加沙伊斯兰大学的主要建筑在加沙战争初期被摧毁。2023年10月入侵开始后，哈苏纳和他的家人撤离加沙。其家庭生活在狭窄的临时住所，随着战斗蔓延，他们再次搬迁。他的家在入侵期间被摧毁，2024年，哈苏纳撤离到埃及，随后前往阿拉伯联合酋长国。